# Grevie socken
För andra betydelser, se Grevie socken (olika betydelser).
Grevie socken i Skåne ingick i Bjäre härad, ingår sedan 1971 i Båstads kommun och motsvarar från 2016 Grevie distrikt.
Socknens areal är 46,32 kvadratkilometer varav 46,23 land. År 2000 fanns här 1 780 invånare.  Tätorten Grevie samt Grevie kyrkby med sockenkyrkan Grevie kyrka ligger i socknen.

## Administrativ historik
Socknen har medeltida ursprung.
Vid kommunreformen 1862 övergick socknens ansvar för de kyrkliga frågorna till Grevie församling och för de borgerliga frågorna bildades Grevie landskommun. Landskommunen uppgick 1952 i Förslövsholms landskommun som 1971 uppgick i Båstads kommun. Församlingen uppgick 2002 i Förslöv-Grevie församling.
1 januari 2016 inrättades distriktet Grevie, med samma omfattning som församlingen hade 1999/2000.
Socknen har tillhört län, fögderier, tingslag och domsagor enligt vad som beskrivs i artikeln Bjäre härad. De indelta soldaterna tillhörde Norra skånska infanteriregementet, Norra Åsbo kompani och Skånska husarregementet, Bjäre skvadron, Bjäre härads kompani.

## Geografi och natur
Grevie socken ligger nordväst om Ängelholm vid Skälderviken på Bjärehalvön och med Hallandsåsen i öster. Socknen är en odlad slättbygd med kuperad mossrik skogsbygd i öster med höjder som når 206 meter över havet.
Det finns fyra naturreservat i socknen. Södra Bjärekusten som delas med Förslövs och Torekovs socknar samt Lyadalen ingår i EU-nätverket Natura 2000 medan Axeltorps skogar och Grevie åsar är kommunala naturreservat.

## Fornlämningar
Ett 30-tal boplatser samt lösfynd från stenåldern är funna. Från bronsåldern finns gravhögar och skålgropsförekomster . Från järnåldern finns några mindre gravfält. Fossil åkermark har påträffats.

## Befolkningsutveckling
Befolkningen ökade från 1 349 1810 till 2 413 1870 varefter den minskade till 1 593 1960 då den var som minst under 1900-talet. Därefter ökade folkmängden på nytt till 1 874 invånare 1990.

## Namnet
Namnet skrevs på 1320-talet Grävia och kommer från kyrkbyn. Namnet innehåller gravhög syftande på två sådana från bronsåldern vid kyrkan..